# Pieter Neefs el Jove
Pieter Neefs el Jove (Anvers, 1620-1675) fou un pintor flamenc, germà petit de Ludovicus Neefs i fill de Pieter Neefs el Vell.

## Biografia

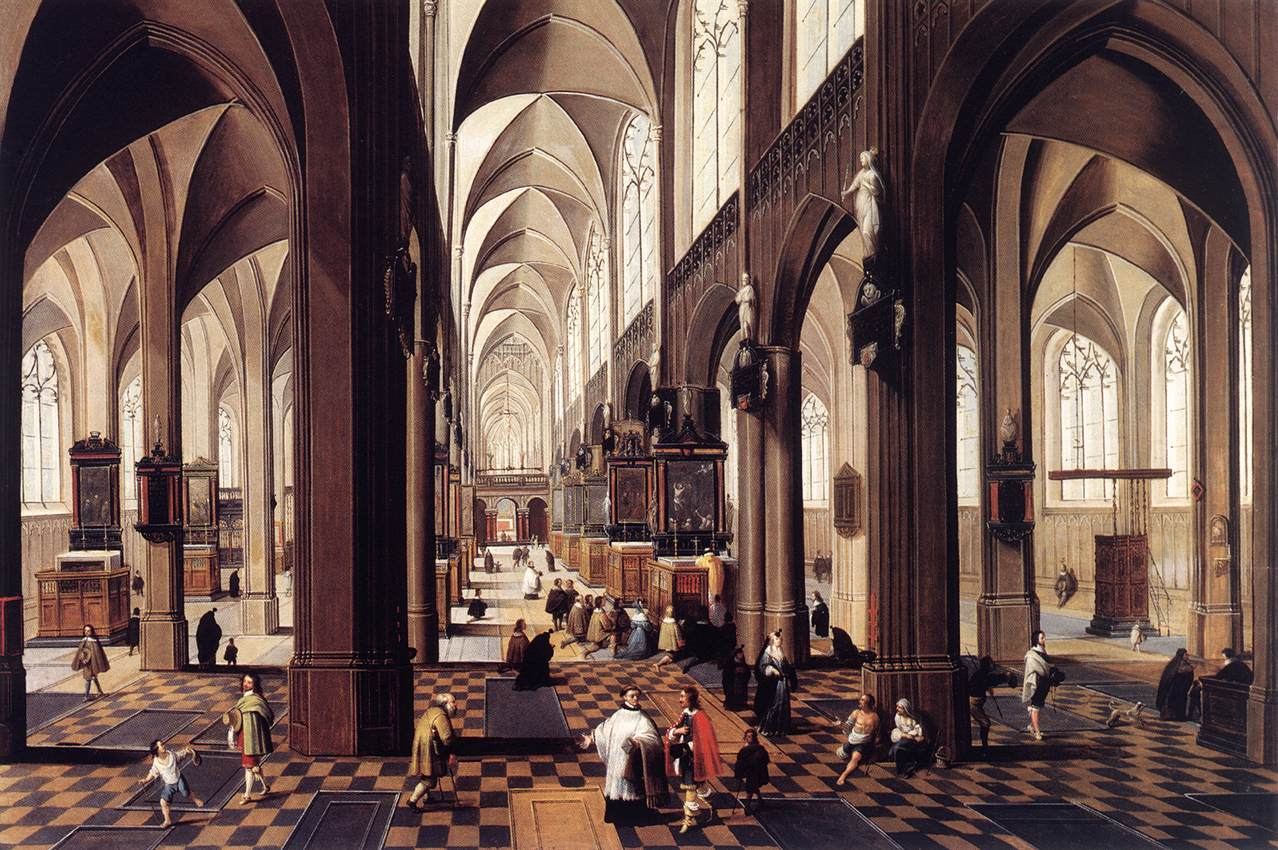
Interior de la Catedral d'Anvers de Pieter Neefs el Jove (oli de 72 x 105 cm)

Se li suposa un primer aprenentatge artístic amb el seu pare, amb el qual va col·laborar a partir del 1640 aproximadament, moment en què les seues obres adquireixen una major qualitat. No es tenen notícies que ingressés al Gremi de Pintors de Sant Lluc com a mestre independent i la seua darrera obra coneguda és datada del 1675. La seua producció continua els temes del seu pare repetint incansablement els interiors d'esglésies flamenques. No obstant això, els detalls de les escultures dels altars i les pintures de les parets de les esglésies varien de pare a fill, i sovint són tractats amb gran llibertat per part de Neefs el Jove. Les seues pintures, en general, es recreen en la representació dels efectes de la llum en els espais de la cripta de les esglésies triades, a la manera d'Hendrick van Steenwijck el Jove.

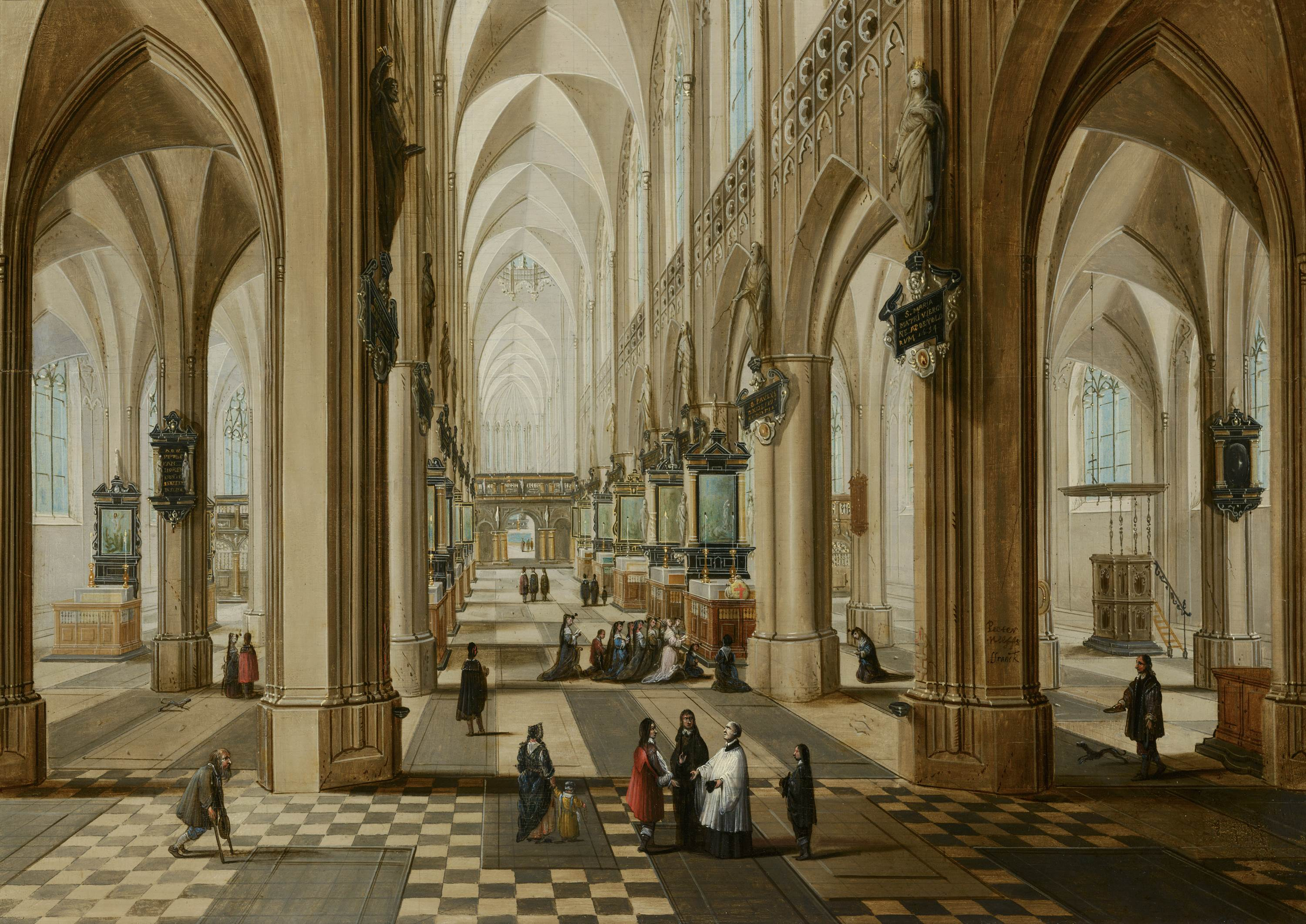
Interior de la Catedral d'Anvers de Pieter Neefs el Jove (oli de 34 x 47.6 cm)

Les similituds iconogràfiques i estilístiques fan freqüent la confusió entre les pintures del pare i les del fill, ja que empraven signatures similars, encara que, a vegades, el pare signava De Auden Neefs (Neefs el Vell). Malgrat aquestes similituds, es poden establir diferències a causa del menor refinament de les realitzades per aquest darrer. A moltes de les seues obres precisava l'ajut de col·laboradors (els més freqüents foren Frans Francken II i Frans Francken III per a la inclusió de les figures necessàries per a animar les seues perspectives). Un exemple d'aquesta col·laboració és Interior de la Catedral d'Anvers al Museu del Prado (realitzat per ambdós Neefs, amb figures de Francken II i procedent del llegat Fernández Durán). Altres autors que van col·laborar en la realització de figures per a la família Neefs van ésser Jan Brueghel, Sebastiaan Vrancx, Adriaen van Stalbent, David Teniers el Vell i Bonaventura Peeters.
Algunes de les seues obres es troben al Museu del Prado de Madrid.

## Obres destacades
- Interior de la Catedral d'Anvers, oli, 44 x 31 cm.
- Interior de la Catedral d'Anvers, oli, 63 x 38 cm.
- Interior de la Catedral d'Anvers, oli sobre taula, 39 x 63 cm (dipositat al Museu de Belles Arts de Granada)[1]